# Acaena tehuelcha
Acaena tehuelcha é uma espécie de rosácea do gênero Acaena, pertencente à família Rosaceae.